# Richard Altvater
Richard Altvater (* 7. April 1923 in Heilbronn; † 27. Februar 2001 in Nürnberg) war ein deutscher Bauunternehmer und Sportfunktionär.

## Werdegang
Altvater gründete 1964 zusammen mit Gustl Drechsler und Ottmar Sulzer in Nürnberg das Bauunternehmen Eiwobau. Anfangs beschränkte sich das Geschäftsfeld auf den Bau von Reihen- und Doppelhäusern in Nürnberg, ab etwa 1970 kamen Geschossbauten hinzu. Seit Beginn der 1980er Jahre wurden auch Gewerbeimmobilien errichtet.
Das Unternehmen expandierte nach Frankfurt am Main, München, Köln und nach 1990 auch nach Leipzig, Dresden und Chemnitz. Nach Angaben des Unternehmens stammen rund acht Prozent des Wohnungsbaubestands im Nürnberger Raum von Eiwobau.
Neben seiner beruflichen Tätigkeit war Altvater Hobbypilot. Er war Präsident des Aeroclubs Nürnberg und leitete 1973 die Fusion mit zwei anderen Nürnberger Fliegerclubs zur Luftsportvereinigung Nürnberg, dem größten Fliegerverein Europas, ein. Im März 1977 wurde er zum Präsidenten des Luftsportverbands Bayern gewählt.

## Ehrungen
- 1978: Verdienstkreuz 1. Klasse der Bundesrepublik Deutschland[4]
- 1983: Großes Verdienstkreuz der Bundesrepublik Deutschland
- 1988: Großes Verdienstkreuz mit Stern der Bundesrepublik Deutschland
- 1993: Großes Verdienstkreuz mit Stern und Schulterband der Bundesrepublik Deutschland